# 조매화

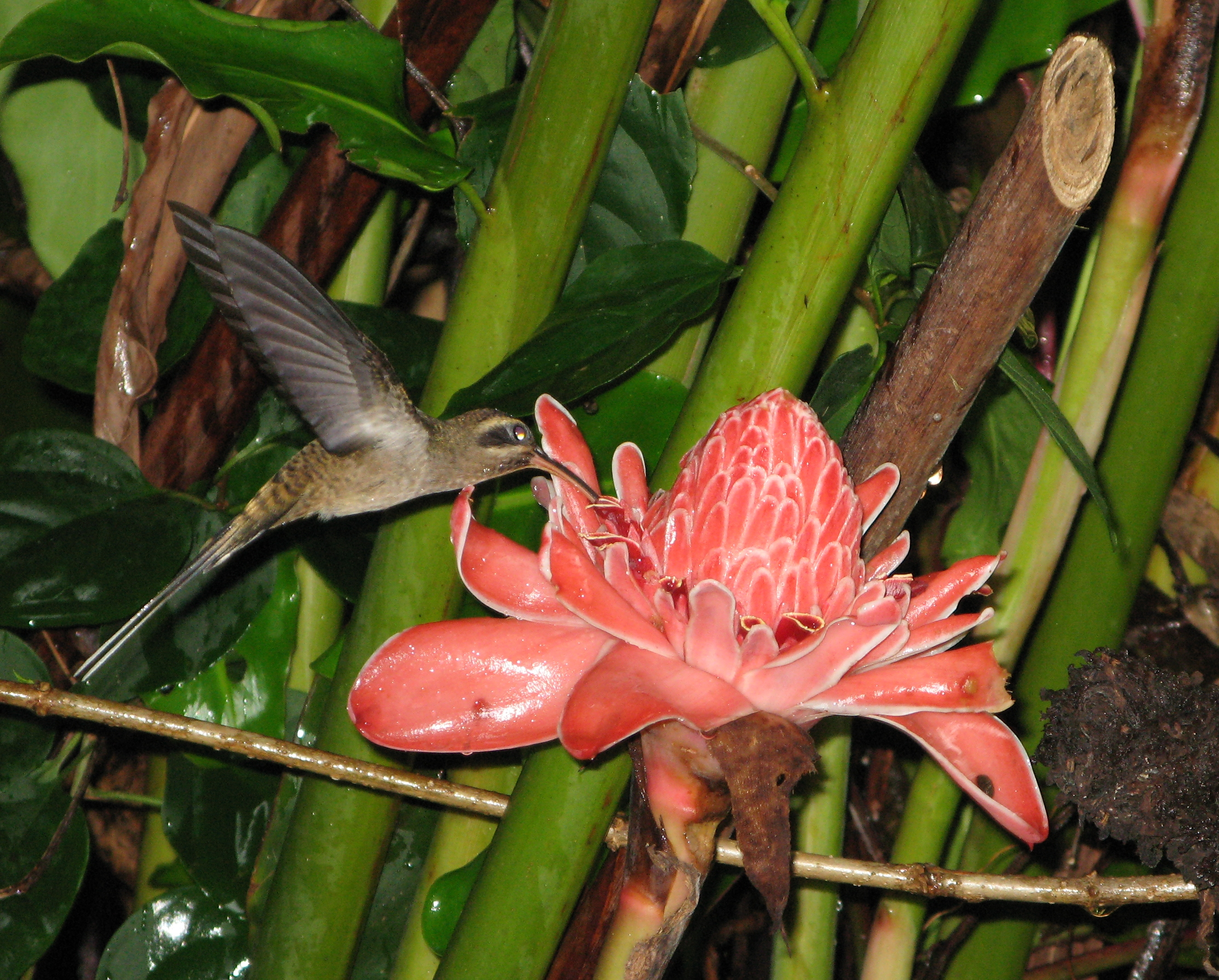

조매화(鳥媒花)는 새를 통해 꽃가루받이가 이루어지는 꽃이다. 또한 조매화는 갖춘꽃이다.

## 예시
- 동백나무
- 바나나
- 파인애플
- 유칼립투스
- 매화